# Похоронная процессия роз
«Похоронная процессия роз» (яп.薔薇の葬列) — первый художественный фильм экспериментального режиссёра Тосио Мацумото и вольное прочтение трагедии Софокла «Царь Эдип». Фильм демонстрирует жизнь гей-сообщества Токио 60-х, использует экспериментальные приёмы, юмористические вставки и фрагменты интервью с представителями местного квир-сообщества. Эстетика фильма определяется французской новой волной (Жан-Люк Годар, Ален Рене), американским авангардом (Йонас Мекас) и сюрреализмом (Луис Бунюэль). Сегодня является свидетельством сексуальной революции в стране и знаковой картиной для японской новой волны в кинематографе.
Премьера в Японии состоялась 13 сентября 1969 года. В июне 2017 года фильм был восстановлен в разрешении 4K и выпущен в ограниченный мировой прокат.

## Сюжет
Драг-квин Эдди работает в одном из токийских гей-клубов и находится в отношениях с Гондой, менеджером клуба. За его внимание она конкурирует с бывшей девушкой Гонды, другой драг-квин по имени Леда. Кроме выступлений в клубе Эдди фотографируется для календарей, снимается в порнофильмах и отдыхает с творческой молодёжью.
Втайне Эдди скучает по отцу, который пропал, когда она была маленькой. Поэтому когда Эдди застаёт свою мать с любовником, она убивает обоих.
Леда тем временем безуспешно пытается вернуть Гонду, который в конечном итоге выбирает Эдди, а Леда кончает жизнь самоубийством. После похорон Леды Гонда обнаруживает, что он отец Эдди. Гонда совершает самоубийство, а Эдди выкалывает себе глаза.

## В ролях
- Питер — Эдди
- Ogasawara — Леда
- Tsuchiya — Гонда
- Azuma — мать Эдди
- Uchiyama — Гевара
- Don Madrid — Тони
- Nakamura — Жужу
- Kobayashi — Океи
- Akiyama — играет себя
- Awazu — играет себя

## Производство
- Фильм был полностью снят в Токио, там же и происходят его события.
- Поскольку квир-сцена является важной для сюжета, многих героев сыграли её настоящие представители. В картину вмонтированы фрагменты закадровых интервью, в которых они рассказывают о себе и своей повседневной жизни.

## Факты
- Считается, что фильм повлиял на Стэнли Кубрика и его экранизацию романа Энтони Бёрджесса «Заводной апельсин»[2].
- Название основано на игре слов. В японском bara (薔薇) не только означает «роза», но и являлось в 1960—1970-х годах сленговым оскорбительным прозвищем для представителей сексуальных меньшинств. Поэтому в фильме присутствует шутка, что гея можно узнать по розе на ягодицах, поэтому же любимыми цветами Леды являются искусственные розы.
- Фрагменты из «Похоронной процессии роз» включены в короткометражный фильм Тосио Мацумото «Для разбитого правого глаза» (1969).